# Manfred Schmitz
Manfred Schmitz (* 25. April 1939 in Erfurt; † 7. Juli 2014 in Berlin) war ein deutscher Komponist und Pianist.

## Leben
Schmitz studierte an der Fachgrundschule für Musik in Sondershausen und an der Musikhochschule „Franz Liszt“ in Weimar. Anschließend arbeitete er als Klavierlehrer an verschiedenen Musikschulen. Von 1968 bis 1984 lehrte er an der Weimarer Musikhochschule, seit 1984 betätigte er sich als freischaffender Komponist, Pianist, Arrangeur, Autor und Lehrer.
Seit 1960 unternahm er erfolgreiche Tourneen mit seinem Manfred-Schmitz-Jazz-Trio und arbeitete viele Jahre mit der Brecht-Interpretin Gisela May zusammen. Auf Wunsch von Gisela May vertonte Schmitz Erich Kästners Gedichtzyklus Die 13 Monate.
Seine vom Jazz beeinflussten Kompositionen für Kinder gehören zum Standardprogramm zahlreicher Musikschulen weit über Deutschland hinaus. Daneben produzierte er Schallplatten und CDs und wurde mehrfach mit dem Deutschen Musikeditionspreis ausgezeichnet. Manfred Schmitz lebte und arbeitete in Berlin. Dort verstarb er nach kurzer Krankheit am 7. Juli 2014.

## Werke (Auswahl)
- Jazz Parnass. 111 Etüden, Stücke und Studien für Klavier. 1965.
- Die 13 Monate. von Erich Kästner – Vertonung 1979.
- Romantisches Intermezzo. 22 Stücke für Klavier. Deutscher Verlag für Musik, 1984.
- Mini Jazz 1. 50 leichte Stücke für Klavier zu 2 Händen. Deutscher Verlag für Musik, 1995.
- Regenbogen-Préludes. 21 Träume am Klavier. 1996.
- Spielwiese. Verändern – Erfinden – Improvisieren im Klavierunterricht von Anfang an. Deutscher Verlag für Musik, 1997.
- Jugend-Album für Klavier. AMA, 1999, ISBN 3-932587-41-3.
- Piano In Concert. Romantic Meditation. AMA, 2003, ISBN 3-89922-012-9.
- Klavier: Die Schule für alle. Band 1. AMA, 2010, ISBN 978-3-89922-144-2.
- Klavier: Die Schule für alle. Band 2. AMA, 2010, ISBN 978-3-89922-145-9.
- Klavier. Erster Weg zum Spielen nach Akkordsymbolen. Band 1. AMA, 2013, ISBN 978-3-89922-178-7.
- Klavier. Erster Weg zum Spielen nach Akkordsymbolen. Band 2. AMA, 2014, ISBN 978-3-89922-179-4.